# Cá Cựu
Cá Cựu (tiếng Trung Hoa giản thể: 个旧, phồn thể: 個舊, bính âm: Gejiu; tiếng Cáp Nê: Goqjef) là một thành phố cấp huyện, thủ phủ cũ của Châu tự trị dân tộc Cáp Nê, Di Hồng Hà thuộc tỉnh Vân Nam, Cộng hòa Nhân dân Trung Hoa. Vào năm 2000, Cá Cựu có dân số 453.300 người (xếp hạng thứ 5 ở Vân Nam). Đây là nơi có trữ lượng thiếc lớn nhất Trung Quốc và ngành công nghiệp chủ chốt của Cá Cựu là khai thác quặng mỏ.
Cá Cựu nằm trên vòng đai của một lòng chảo giống như miệng núi lửa. Ở giữa là hồ nước trên đỉnh một ngọn núi. Con đường chính đi vào Cá Cựu là từ phía bắc băng qua một con đèo hẹp. Về phía đông và phía tây là các mỏm núi dốc. Cá Cựu nằm trên một rặng núi về phía bắc của thung lũng Hồng Hà chảy vào Việt Nam

## Địa lý
Cá Cựu nằm trong khu vực có tọa độ từ 102°54' tới 103°24' kinh đông và 23°01' tới 23°36' vĩ bắc, trong khu vực có đường Bắc chí tuyến chạy qua. Điểm cao nhất đạt 2.740 m, điểm thấp nhất đạt 150 m. Khu vực đô thị nằm trên độ cao trung bình 1.688 m.

## Khí hậu
Nhiệt độ trung bình hàng năm đạt 16,4 °C, tháng lạnh nhất trung bình 10,1 °C (tháng 1), tháng nóng nhất trung bình đạt 20,5 °C (tháng 7).

## Phân chia hành chính
Cá Cựu chia ra thành 1 nhai đạo, 7 trấn, 2 hương:
- Nhai đạo
  - Thành Khu (城区街道), bao gồm Đại Đồn (大屯街道)
- Trấn
  - Tích Thành (錫城镇)
  - Sa Điện (沙甸镇)
  - Kê Nhai (雞街镇)
  - Lão Xưởng (老廠镇)
  - Tạp Phòng (卡房镇)
  - Mạn Háo (蔓耗镇)
- Hương
  - Cổ Sa (贾沙乡)
  - Bảo Hòa (保和乡)